# Thor

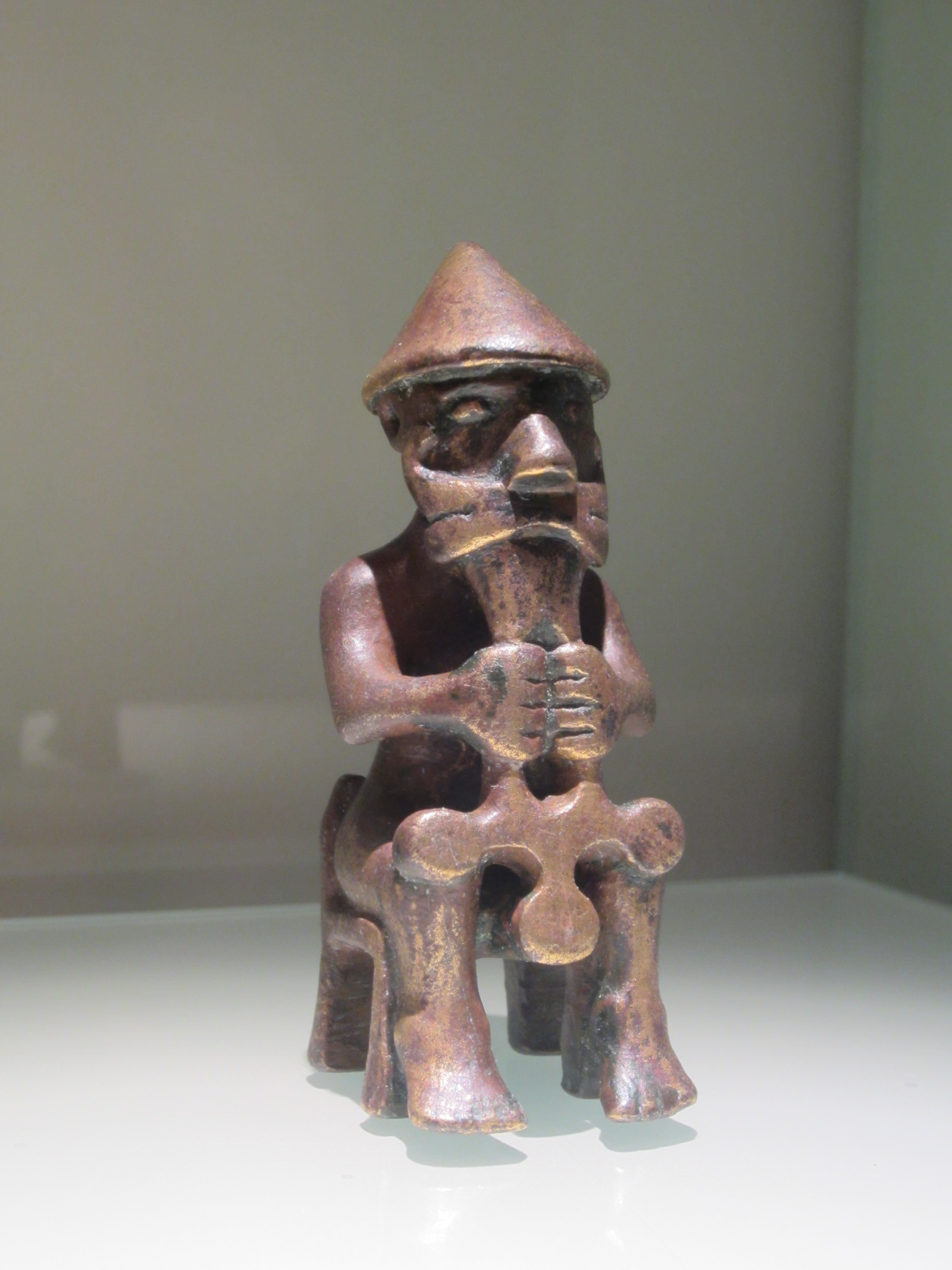
Bronzestatue (etwa 6,4 cm) im isländischen Nationalmuseum in Reykjavík, dort mit etwa 1000 n. Chr. datiert; wahrscheinlich Thor, der seinen Hammer Mjölnir hält

Thor bei den nordgermanischen Völkern, oder Donar bei den kontinentalen germanischen Völkern, ist ein germanischer Gott. Er ist „der Donnerer“ (Nomen Agentis), ursprünglich als Gattungsname „der Donner“ (Appellativum) (altsächsisch Thunaer, altenglisch þunor, althochdeutsch Donar, altniederländisch Donre, altnordisch Þórr von urnordisch þunraʀ „donnern“). Daraus erschließt sich der gemeingermanische Gottesname *Þunaraz. Thor/Donar fungierte für die zur See fahrenden Völker als Gewitter- und Wettergott und war in weiterer Funktion innerhalb der bäuerlichen germanischen Gesellschaft Vegetationsgottheit. In den mythologischen Edda-Schriften hatte er die Aufgabe des Beschützers von Midgard, der Welt der Menschen, vor den Eisriesen aus Jötunheim.

## Name, Etymologie und Herkunft

### Etymologie

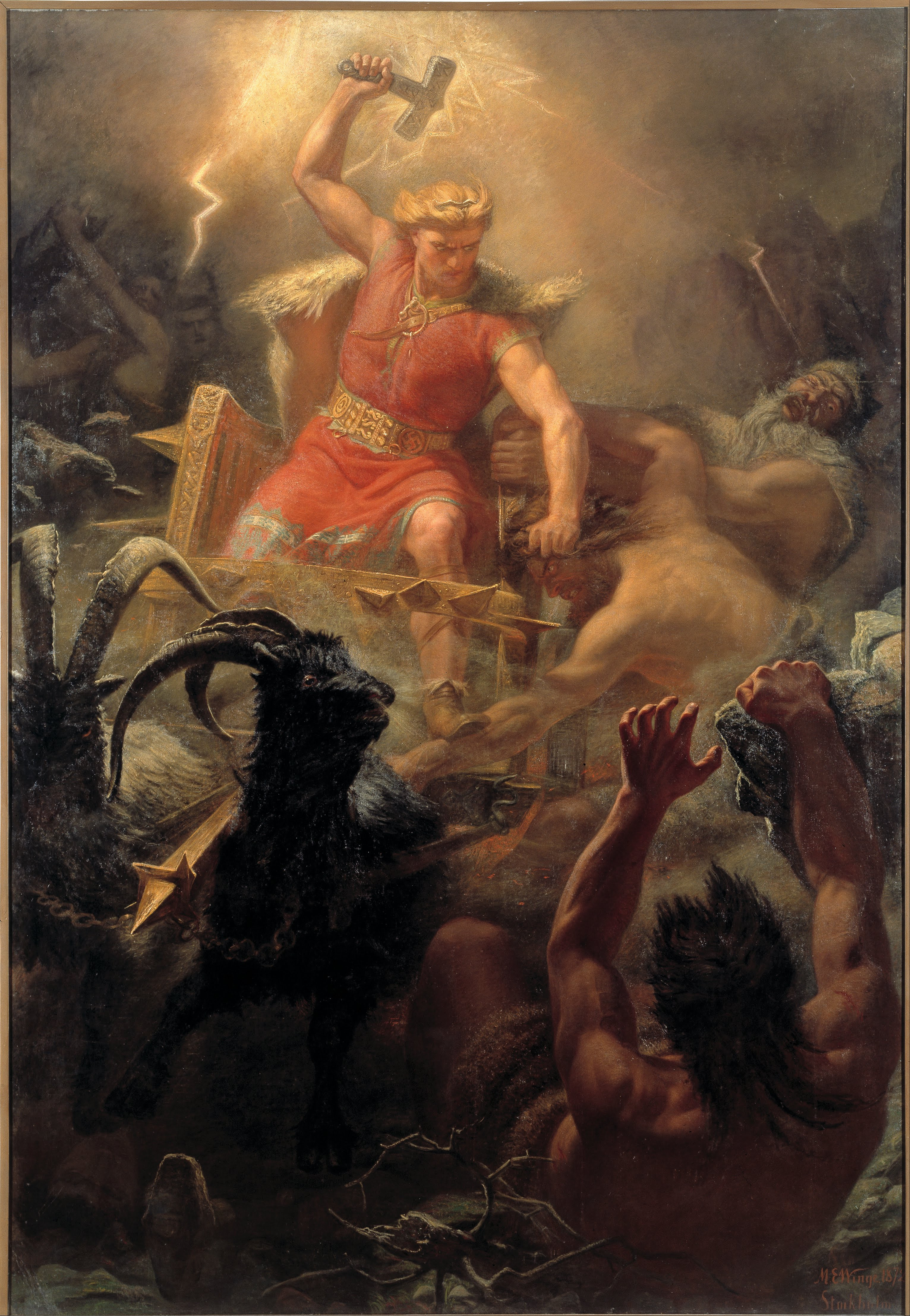
Thor (von Mårten Eskil Winge, 1872)

Der Name der Gottheit entspricht zunächst dem gemeingermanischen Namen des „Donners“, *þunraz. Er findet sich so auch namentlich im gallischen Taranis. Ein Donnergott mit analogem Namen begegnet uns im baltischen Pērkons. Der Beiname des Iuppiter tonans ist von derselben indogermanischen Wurzel *(s)tenh₂- oder *(s)ten- „donnern, rauschen, dröhnen, stöhnen“ abgeleitet. Eine bemerkenswerte Gemeinsamkeit, die auf die Überreste der gemeinsamen indogermanischen Religion verweisen könnte, liegt darin, dass der keltische Taranis ebenso wie Iuppiter und der griechische Zeus als Waffe den steinernen Donnerkeil nutzen, der durch den Blitzstrahl vom Himmel zur Erde geworfen wurde. Auch der Kampf, den Indra führte, wird atmosphärisch durch Blitz und Donner dargestellt. Das neuhochdeutsche Wort Himmel geht möglicherweise auf eine indogermanische Wortwurzel zurück, die „Stein“ oder „Amboss“ bedeutet.
Vom gemeingermanischen *Þunraz kann (analog zu Zeus) gesagt werden, dass dessen Donner dem Fahren eines Wagens über ein Gewölbe gleicht (vgl. altenglisch Þunorrād „Donnerfahrt“). Blitz und Donner künden das Nahen Thors in der nordischen Mythik.
Der Wochentag Donnerstag (englisch Thursday, dän./ schwed. torsdag) ist nach Donar bzw. Thor benannt. Der Tag war bereits in der Antike den Göttern Zeus bzw. Jupiter geweiht (lateinisch dies Iovis, davon auch französisch jeudi, rumänisch joi, spanisch jueves, italienisch giovedì) und wurde mit der Übernahme der ursprünglich babylonisch/ägyptischen 7-Tage-Woche durch die Germanen dem lateinischen Begriff nachgebildet.

### Herkunft und indogermanische Parallelen
Bei den indogermanischen Sprachvölkern und über sie hinaus hat der Himmelsgott Blitz und Donner in seiner Gewalt. Donar/Thor (weibliche Form Tyra) entstand vermutlich durch Abspaltung beziehungsweise Trennung der Funktion als Beherrscher der Naturphänomene Blitz und Donner von diesem Himmelsgott. Heinrich Beck sieht eine Abspaltung von dieser Himmelsgottheit nicht als unbedingt gegeben an. Aus der nur indirekt erschlossenen indogermanischen Urreligion entwickelte sich die Gottheit in ihrer Vorstellung unter regionalen, kulturell-religiösen Schwankungen bei den germanischen Völkern fort. Nach der Theorie von Georges Dumézil haben die drei Hauptgötter bei den indogermanischen Völkern jeweils eine Funktion, der donnernde Himmelsgott hat die erste Position inne. Bei den Germanen hat sich die Gestalt des Donnerers von der des Himmelsgottes getrennt, so dass er die zweite Funktion der „Stärke“ ausfüllt. Die „Drei-Funktionen-Theorie“ Dumezils hat in der Forschung Anhänger gefunden, seit der zweiten Auflage seiner „Altgermanische Religionsgeschichte“ (1956/57) besonders durch Jan de Vries oder durch Ake V. Ströms Abhandlung in „Germanische […] Religion“ (1975), aber auch Kritiker und Skeptiker. Helmut Birkhan spricht von einer teilweisen „Gläubigkeit“, da Kritiker zu Recht auf einige erhebliche ungeklärte, beziehungsweise nicht in Dumezils theoretisches System passende, tatsächliche Gegebenheiten hinweisen, besonders auch in der vergleichenden Gegenüberstellung der germanischen und keltischen Kulturen.

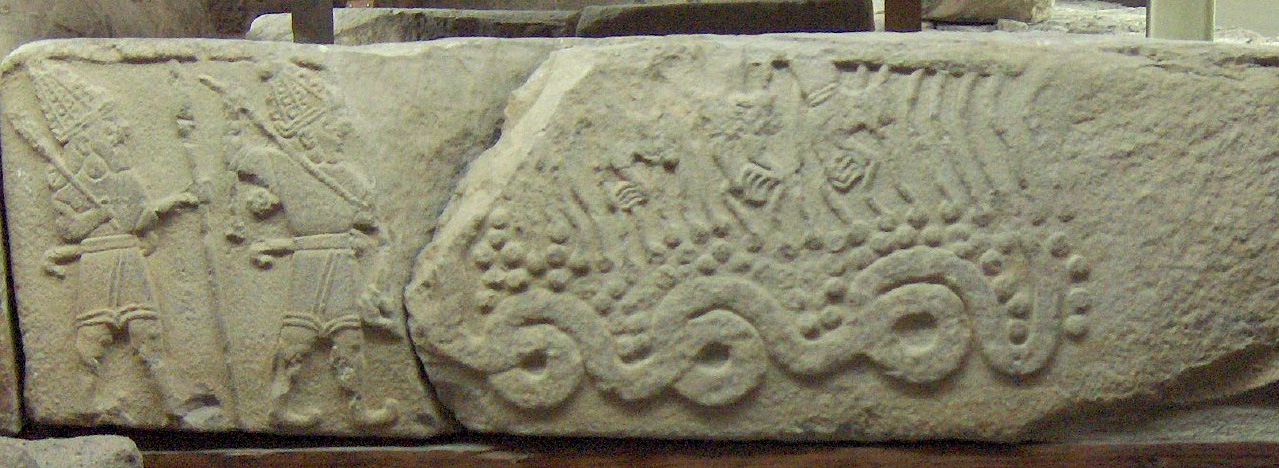
Der Hethitische Wettergott Tarhunna tötet die Schlange Illuyanka wie Thor die Midgardschlange

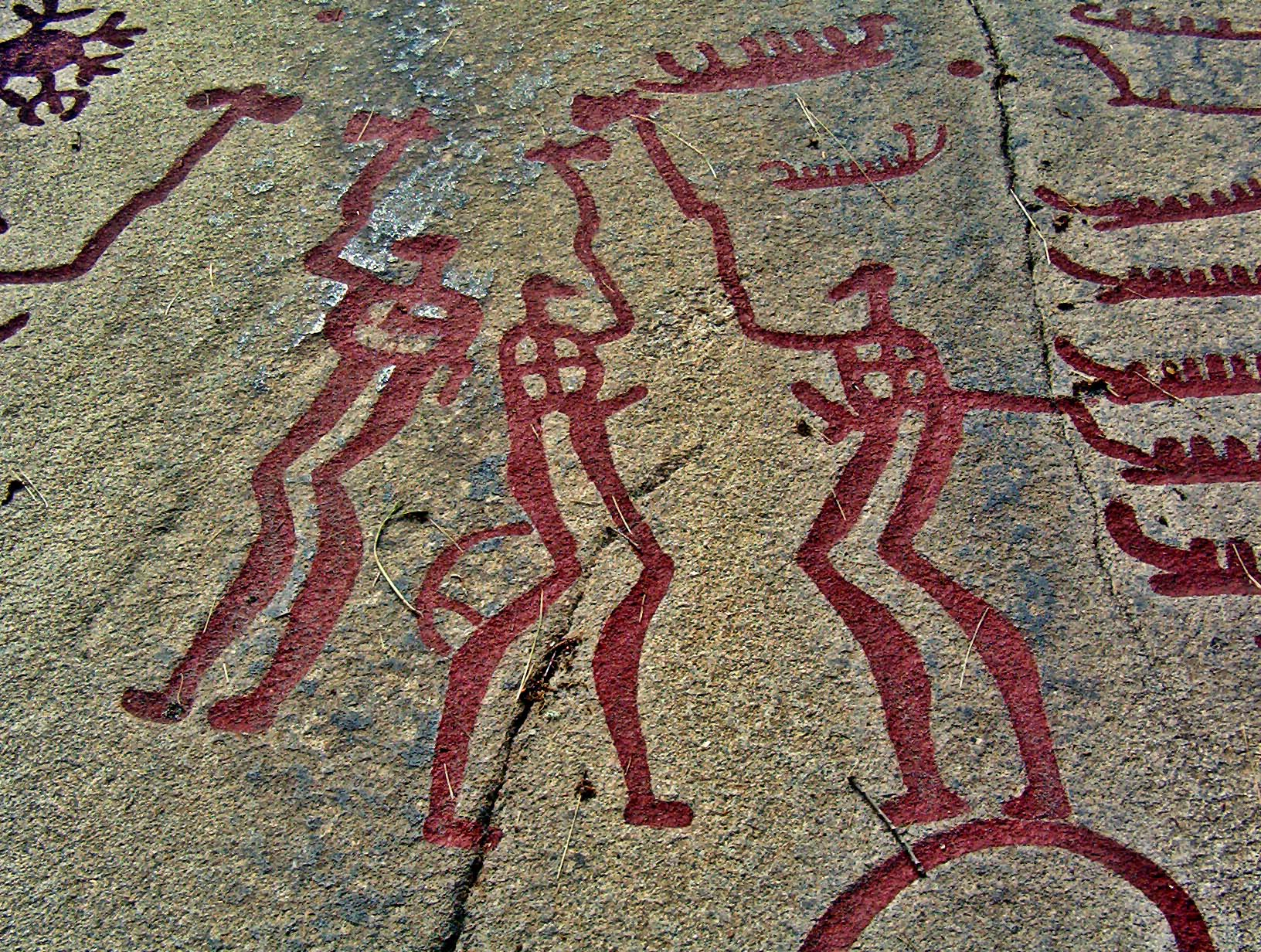
Felsritzungen von Tanum, Region Bohuslän

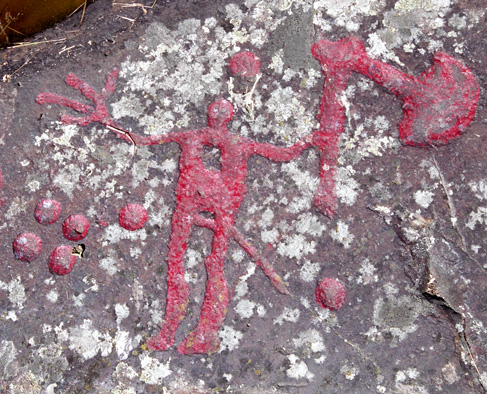
Der sogenannte „Axtgott“ der Felsritzungen von Flyhov

Die Vorstellung eines hammerschwingenden, wagenfahrenden Wetter-/Donnergottes ist ein uraltes Gottesbild; der hethitische Tarḫunna wird identisch geschildert als wagenfahrende, mit einem Hammer beziehungsweise mit einer Keule attributierte Gottheit. Wird Thors Wagen von Böcken gezogen, so sind es bei Tarhunna Stiere und bei dem vedischen Indra rötliche oder falbe Pferde. Auch dessen Waffe, eine Wurfkeule, wurde von einem niederen Wesen gefertigt. Diese Keule kehrt wie Mjölnir, der von dem Zwerg Sindri gefertigte Hammer Thors, nach dem Wurf in die Hand des Gottes zurück.
In zahlreichen skandinavischen Felszeichnungen und Abbildungen in Steingräbern sind männliche Figuren zu finden, die einen Hammer oder vielmehr Äxte (Doppeläxte) bzw. Beile erheben, oftmals in phallischer Pose (z. B. Grab von Kivik), weshalb sie als göttliche Wesen gedeutet werden. Was die teilweise als Bock dargestellten „hammerschwingenden“ Figuren der Felszeichnungen betrifft, so weist Franz Rolf Schröder auf die Darstellung in der nordischen Mythologie und die geschilderte enge Bindung von Thor zu seinen attributiven, wagenziehenden Ziegenböcken hin. Im indogermanischen Vergleich ist festzustellen, dass die dem Thor/Donar verwandten Donnergottheiten zwischen Axt, Hammer und Keule variieren. Ein Amulett mit der Darstellung des Thorshammers im nordgermanischen Raum bzw. der Donarskeule im südgermanischen Raum galt in spätheidnischer Zeit besonders bei Frauen als Fruchtbarkeitssymbol (Grabungsfunde in Haithabu) und taucht als solches erst zu dieser späten Zeit auf.
Eine weitere Gemeinsamkeit mit anderen indogermanischen Mythen ist der Drachen- bzw. Schlangenkampf, den der Donnergott austrägt. Bei Thor ist es die Auseinandersetzung mit der Midgardschlange, bei den Griechen kämpft Apollon mit Python und Herakles mit Hydra, in der hethitischen Mythologie Tarhunna mit der Schlange Illuyanka, in der iranischen Mythologie Fereydūn und Azhi Dahaka sowie Rostam mit einem Drachen, und in der indischen Mythologie ist es der Kampf des Gottes Indra mit dem Vritra-Drachen. Ersterer wird in den Rigveden mit immer neuen Hymnen gepriesen. Das Besingen des Drachenkämpfers und Ungeheuerbezwingers im Mythos ist in allen genannten Kulturen evident; es handelt sich um kultsymbolische Kämpfe, die zum prägenden religiösen Typus wurden. Eine weitere mythische Analogie zwischen Thor und Indra findet sich im Hrungnirmythos. Der Kampf Thors mit dem Riesen, der ein dreizackiges Herz aus Stein hat, gleicht dem Kampf Indras gegen das dreiköpfige Ungeheuer Trisiras.
Auffällige Parallelen bestehen außerdem zwischen den Dialogen Thors mit Odin im Hárbarðslióð und jenen Indras mit Varuna in den Rigveden. Nach Georges Dumézil stellen diese Dialoge keinen aggressiven Konflikt der unterschiedlichen Kulte dar, sondern eine uralte Dialogform, die auf den unterschiedlichen Naturen der Götter innerhalb ihrer strukturellen Funktionsbereiche basiert. Die meisten anthropomorphen Züge teilt Thor mit Indra hinsichtlich dessen, wie sie ihre Haare und ihren Bart tragen. Indra wird in den Rigveden als blondhaarig und mit einem blonden Bart geschildert, Thor wird der „Rotbart“ genannt (Þrymskviða, Thrymlied), und auch vom Wesen her gelten beide als menschenfreundlich.
Auch die Verbindung zur Eiche als Attribut wird teilweise als Parallele zu anderen indogermanischen Göttern gedeutet. Der Baumkult in seinen diversen Ausformungen ist häufig mit Fruchtbarkeitsriten verbunden. In den mythischen eddischen Liedern Hárbarðslióð und Vóluspa wird Thors Mutter Fjörgyn, die Ehefrau Fjorgynns, genannt (Fjörgnjar burr). Fjorgyn(n) kommt in den altnordischen Quellen selten vor, entspricht jedoch lautlich dem litauischen Perkūnas und dem lettischen Pērkons. Im Litauischen und Lettischen ist dies der Gewittergott, der ebenfalls kultisch mit der Eiche in Verbindung steht.

## Frühe römische Kaiserzeit
Aus der vorhistorischen Zeit sind in Norddeutschland und Jütland die anthropomorphen, sogenannten Pfahlgötzen überliefert, die nicht mit einer bestimmten namentlich später überlieferten Gottheit identifiziert werden können (siehe Germanische Religion im Artikel Germanen).
Dies ändert sich durch den Kontakt der Germanen mit dem Römischen Reich. Tacitus beschreibt im Kapitel 9 seines Werkes Germania, einem Überblick über die Religion der Germanen, zumindest die religiösen Verhältnisse, welche aus der Rheinlage der Germania inferior heraus den Römern bekannt waren. Er nennt die germanischen Hauptgötter in römischer Interpretation. Aus der Nennung des Herkules lässt sich Donar ableiten, obwohl der germanische Name erst durch Runeninschriften aus der Zeit der Völkerwanderung verifizierbar ist (Nordendorfer Runenfibel) und andere spätere Quellen Donar zu Jupiter stellen. Zu dieser grundsätzlich nicht unproblematischen Ableitung Hercules = Donar hat unter anderen Karl Helm („Altgermanische Religionsgeschichte“) Stellung bezogen. Letztlich ist Tacitus’ Bericht im Gegensatz zum 150 Jahre früher verfassten Germanenexkurs in Caesars De bello Gallico, wonach die Germanen nur Naturkräfte wie Sonne, Mond und Feuer verehren würden, der erste konkrete seriöse Versuch einer Darstellung der germanischen Kultur und Religion, das jedoch mit allem Für und Wider und immer unter Berücksichtigung der besonderen römischen Perspektive. Tacitus zog Parallelen zur Figur des Herkules für den vergleichenden römischen Betrachter vermutlich auf der Grundlage, dass er bei Thor gleiche Wesensmerkmale erkannte. Als Verkörperung der Kraft ähneln sich Herkules und Thor auch in ihren Attributen, die des Hammers und der Keule, und analog dazu ebenfalls in beider Trink- und Essfreudigkeit, die bei Thor aus den späteren nordischen Quellen überliefert ist. Darüber hinaus schildert Tacitus, dass die Germanen den Herkules mit dem Singen des „Barditus“ ehrten, und dies besonders auch vor einer Schlacht. In attischer Urzeit wurde den Athenern durch das delphische Orakel geraten, den Paian (Παιάν) als mythische Beschwörung des Sieges zu singen. Das Singen des Paian geht auf den Mythos von Apollon und dessen siegreichem Kampf mit Python zurück. Dieter Timpe betrachtet es durch die kompositionelle Stellung dieser Herkules-Erwähnung in Kap. 3 weder als ergiebig noch als naheliegend, zur Nennung des Herkules in Kap. 9 eine zwingende theologisch-systematische Verbindung zu sehen.
Dem Hercules-Donar wurden nach Tacitus Tieropfer dargebracht. In welchen religiös-kultischen Zusammenhängen dies geschieht, lässt Tacitus offen, und er verallgemeinert die Opferhandlungen dahingehend, dass sie dazu dienen, die Gottheit gnädig zu stimmen.

„Deorum maxime Mercurium colunt, cui certis diebus humanis quoque hostiis litare fas habent. Herculem et Martem concessis animalibus placant.“

„Von den Göttern verehren sie am meisten den Merkur; sie halten es für geboten, ihm an bestimmten Tagen auch Menschenopfer darzubringen. Herkules und Mars stimmen sie durch bestimmte Tieropfer gnädig.“

Weihesteine und Münzen aus dem ersten nachchristlichen Jahrhundert tragen lateinische Inschriften, die Donar gewidmet waren. Eine sehr große Verehrung erfuhr er von den Batavern im Raum Nijmegen. Die Inschriften geben mehrheitlich die Namensform Hercules Magusanus wieder. In seinen Annalen nennt Tacitus ein dem Donar gewidmetes Heiligtum, welches bei einer Örtlichkeit Idistaviso östlich der Weser gelegen sei.

„Caesar transgressus Visurgim indicio perfugae cognoscit delectum ab Arminio locum pugnae; convenisse et alias nationes in silvam Herculi sacram ausurosque nocturnam castrorum oppugnationem. […] Sic accensos et proelium poscentis in campum, cui Idistaviso nomen, deducunt. is medius inter Visurgim et collis, ut ripae fluminis cedunt aut prominentia montium resistunt, inaequaliter sinuatur.“

„Caesar (Germanicus) erfuhr nach Überschreiten der Weser aus dem Bericht eines Überläufers, dass Arminius ein Schlachtfeld ausgewählt habe, dass auch andere Stämme in einem dem Hercules heiligen Hain zusammengekommen seien und einen nächtlichen Angriff auf das Lager wagen würden. […] Als sie so begeistert die Schlacht forderten, führte man sie auf ein freies Feld namens Idistaviso hinunter. Dies liegt in der Mitte zwischen dem Visurgis und den Hügeln und zieht sich in ungleichen Krümmungen hin, je nachdem die Ufer des Flusses zurücktreten oder Bergvorsprünge sich vorschieben.“

Von solchen Heiligtümern beziehungsweise heiligen Hainen, die einer männlichen Gottheit geweiht waren, ist für diese Zeit neben dem Stammesheiligtum der Semnonen, das ebenfalls von Tacitus (Germania, Kap. 39) erwähnt wird, nur der cheruskische Kultort des Hercules-Donar schriftlich belegt. Günter Behm-Blancke wertet in der Zusammenfassung der Quellen aus der frühen römischen Kaiserzeit, dass in solchen Heiligtümern, also auch im Hain des Hercules-Donar, Götterbilder (Idole) und Altäre errichtet wurden, Opferhandlungen vorgenommen wurden und sie daneben als Aufbewahrungsort für heilige Gegenstände und Kriegsbeute sowie als Versammlungsort (Thing) dienten.
Für die gotischen Völker ist auf Grund der allgemein schlechten Quellenlage für die römische Kaiserzeit und nachfolgende Völkerwanderungszeit kein direkter Nachweis eines Gewittergottes möglich. Lediglich einige Berichte von antiken Chronisten und Historikern lassen Verbindungen zu religiös motiviertem Verhalten zu. Beispielsweise berichtet Titus Livius über eine Schlacht im Jahre 179 v. Chr. zwischen den Bastarnen und Thrakern um einen von diesen besetzten Berg. Die angreifenden Bastarnen wurden durch ein plötzliches Gewitter verjagt und gaben nach Livius an, dass „die Götter“ ihre Flucht verursacht hätten.
Ammianus Marcellinus berichtet, dass bei der Schlacht von Adrianopel im Jahr 378 die Goten ebenfalls durch ein Gewitter zerstreut wurden. Ob eine religiöse Furcht vor einer bestimmten Gottheit oder lediglich eine abergläubische Angst vor diesem Naturphänomen einen tatsächlichen Bezug zu einer Gottheit der betroffenen Goten belegt, ist nicht feststellbar – ganz abgesehen vom Problem der Glaubwürdigkeit solcher Berichte.

### Quellenlage und Grundbedingungen

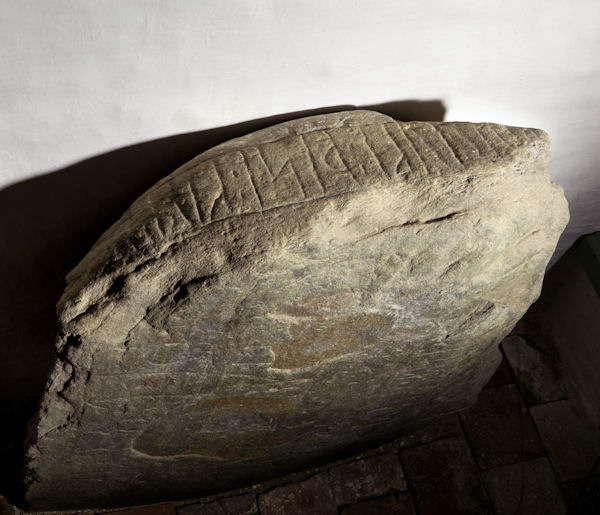
Runenstein von Virring mit einer „Thor-weihe-Formel“: þur : uiki : þisi : kuml :

### Kontinental-westgermanische Zeugnisse

Auszug aus der altenglischen Homilie De falsis diis

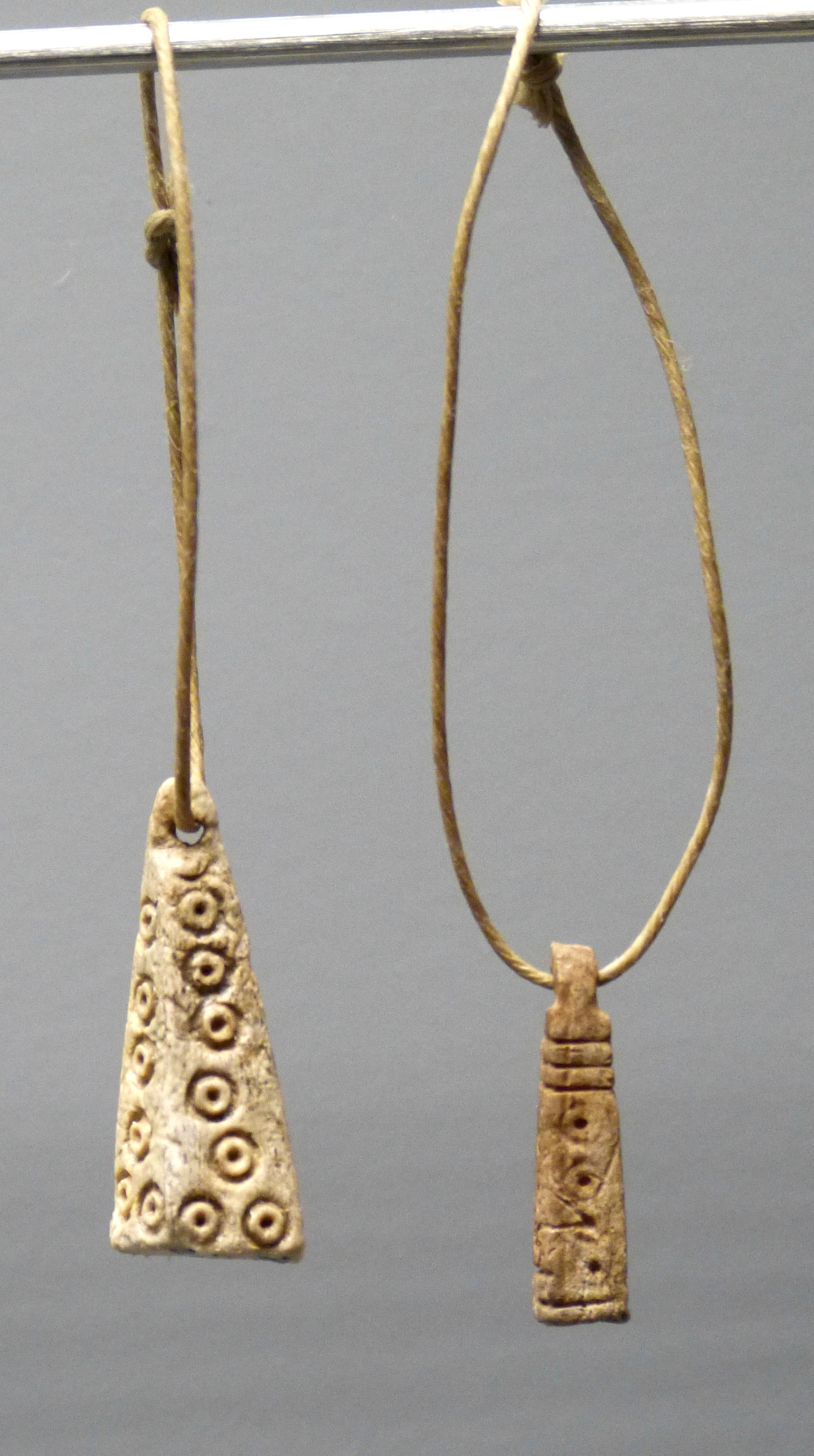
Donarskeulen, Archäologische Staatssammlung München; fotografiert im ehemaligen Niederbayerischen Archäologiemuseum Landau an der Isar.

### Nordgermanische Zeugnisse

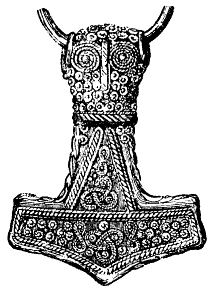
Zeichnung eines 4,6 cm großen vergoldeten Thorshammers aus massivem Silber. Fundort ist Bredsättra in Öland, Schweden. Zu dieser spätheidnischen Zeit der Wikinger ist neben der Gewohnheit, Thorshämmer zu tragen, der Brauch aufgekommen, männliche und weibliche Personennamen mit Bezug zu Thor zu bilden.

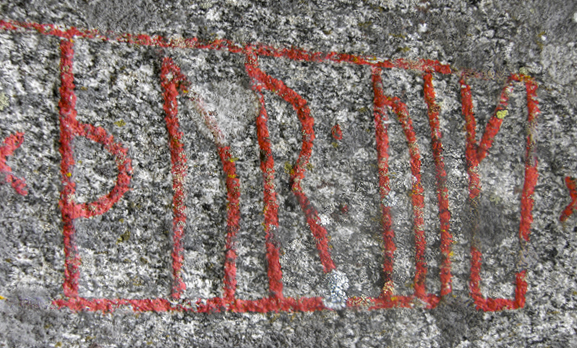
Die Formel Thor weihe als Ausschnitt aus der Inschrift des Runensteins von Velanda (Vg 150), Västergötland, Schweden. Runische Schrift:
ÞuR : uiki

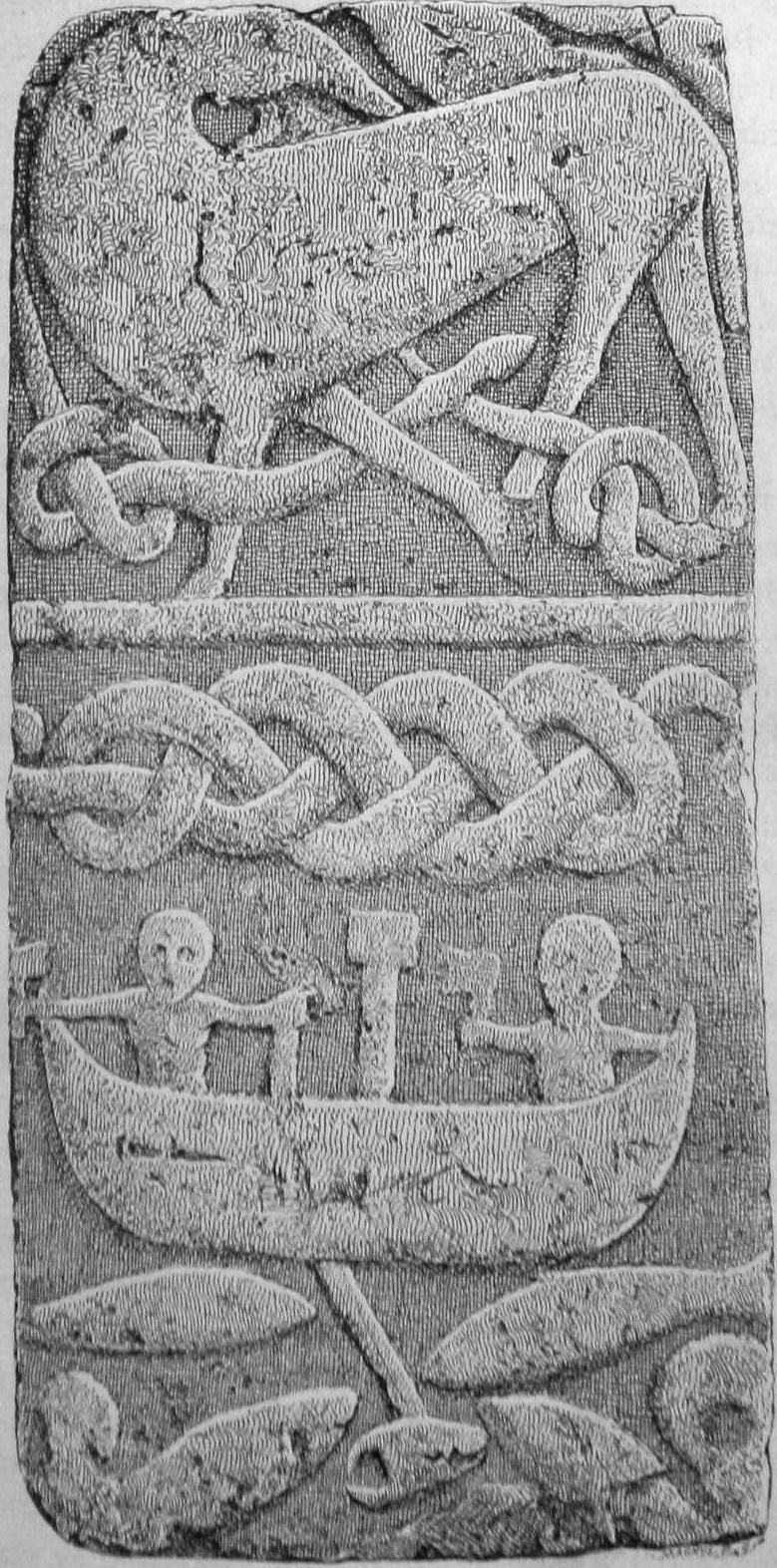
Der als Gosforth-Kreuz bekannte Grabstein mit der mythischen Abbildung von Thors „Fischzug“ beziehungsweise seinem Kampf mit der Midgardschlange

## Donar/Thor in der früh- und spätmittelalterlichen Überlieferung

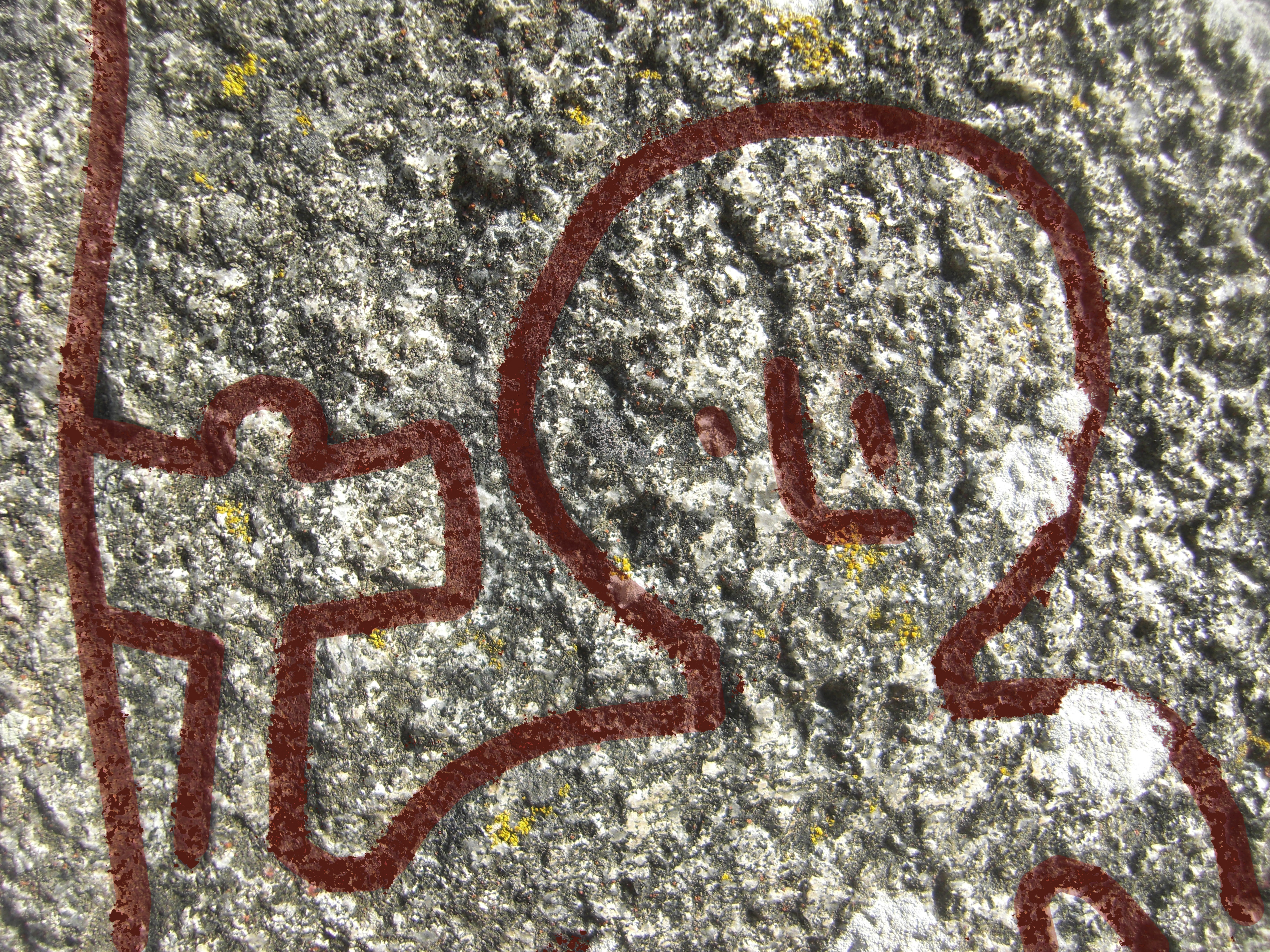
Detailabbildung der Darstellung von Thor auf dem Runenstein von Altuna (U 1161)